# Krzysztof Dukielski
Krzysztof Dukielski (ur. 10 kwietnia 1978 w Radomiu) – polski duchowny rzymskokatolicki, mianowany biskupem pomocniczym radomskim w 2025, zrezygnował z przyjęcia sakry biskupiej.

## Życiorys
Urodził się 10 kwietnia 1978 w Radomiu. Kształcił się w miejscowym II Liceum Ogólnokształcącym im. Marii Konopnickiej. Studia teologiczno-filozoficzne odbył w Wyższym Seminarium Duchownym w Radomiu. 31 maja 2003 został wyświęcony na prezbitera przez biskupa diecezjalnego radomskiego Zygmunta Zimowskiego. Inkardynowany został do diecezji radomskiej. W latach 2004–2008 studiował na Papieskim Wydziale Teologicznym Marianum w Rzymie. Od 2008 studiował bioetykę na Papieskim Ateneum „Regina Apostolorum”, gdzie uzyskał licencjat.
W latach 2003–2004 pracował jako wikariusz w parafii Podwyższenia Krzyża Świętego w Zwoleniu. Podczas studiów we Włoszech był w latach 2006–2008 duszpasterzem w parafii w Carsoli w diecezji Avezzano, a w latach 2009–2013 administratorem parafii w Poggio Cinolfo. W 2013 objął funkcję diecezjalnego duszpasterza służby zdrowia, a w latach 2016–2017 zajmował stanowisko kapelana w Radomskim Centrum Onkologii. W 2013 został wicemoderatorem diecezjalnym, a w latach 2017–2023 był moderatorem diecezjalnym Ruchu Światło-Życie. W latach 2014–2016 pełnił funkcję zastępcy dyrektora Krajowego Biura Światowych Dni Młodzieży, a w latach 2019–2020 krajowego moderatora Krucjaty Wyzwolenia Człowieka. W 2021 został ustanowiony proboszczem parafii św. Jana Chrzciciela w Magnuszewie.
12 lipca 2025 papież Leon XIV mianował go biskupem pomocniczym diecezji radomskiej ze stolicą tytularną Catula. Jednak 6 sierpnia 2025 biskup diecezjalny radomski Marek Solarczyk poinformował, że duchowny zwrócił się do papieża z prośbą o zwolnienie z urzędu, która została przyjęta. W kolejnym oświadczeniu ordynariusz radomski przekazał, że po ogłoszeniu nominacji wpłynęło zgłoszenie dotyczące niewłaściwego zachowania duchownego wobec osoby małoletniej, do którego miało dojść w przeszłości. W konsekwencji wszczęto postępowanie kanoniczne i nałożono na niego środki zapobiegawcze. Został również odwołany z funkcji proboszcza w Magnuszewie.